# Kivisaari (ö i Finland, Mellersta Finland, Jyväskylä, lat 62,27, long 26,17)
Kivisaari är en ö i Finland. Den ligger i sjön Lievestuoreenjärvi och i kommunen Laukas i den ekonomiska regionen  Jyväskylä ekonomiska region  och landskapet Mellersta Finland, i den centrala delen av landet, 240 km norr om huvudstaden Helsingfors. Öns area är 2,4 hektar och dess största längd är 310 meter i nord-sydlig riktning.